# ستيفن ر. بورن
ستيفن ر. بورن (بالإنجليزية: Stephen R. Bourne)‏ هو عالم حاسوب بريطاني، ولد في 7 يناير 1944.

## وصلات خارجية
- ستيفن ر. بورن على موقع إن إن دي بي (الإنجليزية)